# Rolepa demerara
Rolepa demerara is een vlinder uit de familie van de Phyditiidae. De wetenschappelijke naam van de soort is voor het eerst geldig gepubliceerd in 1927 door William Schaus.